# Ландвер
Ландвер (њем. Landwehr) је општи назив за војне обвезнике старијих годишта или за одређени дио копнене војске у земљама њемачког говорног подручја. Постојао је у Њемачкој, Швајцарској, Аустроугарској и Аустрији. У разним временским периодима има различит састав и намјену. Поријекло Ландвера је у милицији.
Пред Први свјетски рат у Њемачкој, у Ландвер је спадало људство од 27. до 30. године старости, а у рату су скоро у цјелости укључени у јединице нормалне војске. За вријеме нацистичке Њемачке, Ландвер обухвата грађане од 35. до 45. године живота. У Ландвер 1 упућују се обучени обвезници, а у Ландвер 2 необучени грађани који подлијежу војној обавези.
У Швајцарској су обвезници распоређивани на 3 групе: први позив (20-32 година), Ландвер (33-42), и Ландштурм (45-50). Ландвер попуњава углавном граничне, тврђавске и сличне јединице.